# Giulio Piazza
Giulio Piazza (Forlì, 13 marzo 1663 – Faenza, 23 aprile 1726) è stato un cardinale e arcivescovo cattolico italiano.

## Biografia
Di famiglia nobile, figlio di Francesco Piazza e Francesca Savorelli, si laureò in utroque iure e venticinquenne fu nominato referendario del Supremo Tribunale della Segnatura Apostolica.
Prima ancora di essere ordinato sacerdote, il 2 dicembre 1697 fu eletto arcivescovo titolare di Rodi. Fu consacrato vescovo il 22 dello stesso mese dal cardinale Gaspare Carpegna.
Intanto aveva già iniziato la carriera diplomatica come internunzio a Bruxelles, nel 1698 fu promosso nunzio apostolico a Lucerna in Svizzera, occupandosi anche del reclutamento delle guardie svizzere per la Santa Sede. Fu poi nunzio dal 1702 nunzio a Colonia e nel 1706 in Polonia.
Ebbe la sede di Nazareth, unita alle diocesi di Canne e Monteverde, il 13 settembre 1706.
Nel 1709 fu nominato nunzio apostolico in Austria, il 21 luglio 1710 fu trasferito alla diocesi di Faenza con il titolo personale di arcivescovo.
Il 18 maggio 1712 papa Clemente XI lo creò cardinale. Il 16 aprile 1714 ricevette il titolo di San Lorenzo in Panisperna.
Partecipò ai conclavi del 1721 e del 1724, che elessero Innocenzo XIII e Benedetto XIII. In quest'ultimo conclave la sua candidatura al pontificato fu avanzata dal cardinale della corona d'Austria Juan Álvaro Cienfuegos Villazón.

## Genealogia episcopale e successione apostolica
La genealogia episcopale è:
- Cardinale Scipione Rebiba
- Cardinale Giulio Antonio Santori
- Cardinale Girolamo Bernerio, O.P.
- Arcivescovo Galeazzo Sanvitale
- Cardinale Ludovico Ludovisi
- Cardinale Luigi Caetani
- Cardinale Ulderico Carpegna
- Cardinale Paluzzo Paluzzi Altieri degli Albertoni
- Cardinale Gaspare Carpegna
- Cardinale Giulio Piazza

La successione apostolica è:
- Vescovo Franz Josef Supersaxo von der Fluhe (1702)
- Vescovo Johannes Werner von Veyder (1704)
- Vescovo Wilhelm von Leslie (1712)
- Vescovo Ádám Benedikt Ratkay (1713)
- Vescovo Francesco Bentini (1714)